# 宇田川寧
宇田川 寧（うたがわ やすし）は、日本の映画プロデューサー。伊坂幸太郎原作、中村義洋監督作品や今泉力哉監督作品のプロデューサーとして知られる。

## 来歴
1989年に立教大学を卒業する。1996年、株式会社ダブを設立した。

## 参加作品

### 映画
- 『雨の町』（プログレッシブ ピクチャーズ、2006年）－エグゼクティブプロデューサー
- 『アヒルと鴨のコインロッカー』（ザナドゥー、2007年）－プロデューサー
- 『ジャージの二人』（ザナドゥー、2008年）－プロデューサー
- 『平凡ポンチ』（エスピーオー、2008年）－企画
- 『フィッシュストーリー』（ショウゲート、2009年）－プロデューサー
- 『蟹工船』（IMJエンタテインメント、2009年）－プロデューサー
- 『ゴールデンスランバー』（東宝、2009年）－共同製作/プロデューサー
- 『ちょんまげぷりん』（ジェイ・ストーム、2010年）－プロデューサー
- 『裁判長!ここは懲役4年でどうすか』（ゼアリズエンタープライズ、2010年）－プロデューサー
- 『キミとボク』（アーク・フィルムズ、2011年）－エグゼクティブプロデューサー
- 『うさぎドロップ』（ショウゲート、2011年）－プロデューサー
- 『ハラがコレなんで』（ショウゲート、2011年）－アソシエイトプロデューサー
- 『Miss Boys! 決戦は甲子園!?編』（ダブ/Thanks Lab.、2011年）－企画
- 『Miss Boys! 友情のゆくえ編』（ダブ/Thanks Lab.、2012年）－企画
- 『アフロ田中』（ショウゲート、2012年）－企画
- 『荒川アンダー ザ ブリッジ THE MOVIE 』（ ソニー・ピクチャーズ エンタテインメント、2012年）－プロデューサー
- 『ポテチ』（ショウゲート、2012年）－企画プロデュース
- 『ペンギン夫婦の作りかた』（プレシディオ、2012年）－企画プロデュース
- 『きいろいゾウ』（ショウゲート、2012年）－企画プロデュース
- 『100回泣くこと』（ショウゲート、2012年）－プロデューサー
- 『Miss ZOMBIE』（ライブ・ビューイング・ジャパン、2013年）－プロデューサー
- 『男子高校生の日常』（ショウゲート、2013年）－企画プロデュース
- 『大人ドロップ』（東宝映像事業部、2013年）－エグゼクティブプロデューサー
- 『トワイライト ささらさや』（ ワーナー・ブラザース、2014年）－製作
- 『繕い裁つ人』（ギャガ、2014年）－企画・プロデューサー
- 『娚の一生の一生』（ショウゲート、2015年）－プロデューサー
- 『チキンズダイナマイト』（2015年）－プロデューサー
- 『夫婦フーフー日記』（ショウゲート、2015年）－企画・プロデューサー
- 『ヒロイン失格』（ワーナー・ブラザース、2015年）－プロデューサー
- 『やるっきゃ騎士』（ポニーキャニオン、2015年）－プロデューサー
- 『内村さまぁ〜ず THE MOVIE エンジェル』（東宝映像事業部、2015年）－プロデューサー
- 『猫なんかよんでもこない。』（東京テアトル、2016年）－プロデューサー
- 『探検隊の栄光』（東宝映像事業部、2016年）－プロデューサー
- 『夏美のホタル』（イオンエンターテイメント、2016年）－共同プロデューサー
- 『にがくてあまい』（エレファントハウス、2016年）－企画プロデューサー
- 『咲-Saki-』（プレシディオ、2016年）－チーフプロデューサー
- 『僕らのごはんは明日で待ってる』（アスミック・エース、2016年）－プロデューサー
- 『いつまた、君と～何日君再来～』（ショウゲート、2017年）－プロデュース
- 『トリガール!』（ショウゲート、2017年）－企画プロデュース
- 『パンとバスと2度目のハツコイ』（製作委員会、2017年）－プロデューサー
- 『咲-Saki- 阿知賀編 episode of side-A』（ティ・ジョイ、2018年）－チーフプロデューサー
- 『モリのいる場所』（日活、2018年）－プロデューサー
- 『3D彼女 リアルガール 』（ワーナー・ブラザース、2018年）－プロデューサー
- 『ここは退屈迎えに来て』（ KADOKAWA、2018年）－プロデューサー
- 『がっこうぐらし!』（REGENTS、2019年）－プロデューサー
- 『九月の恋と出会うまで』（ワーナー・ブラザース、2019年）－プロデューサー
- 『映画 賭ケグルイ』（ギャガ、2019年）－プロデューサー
- 『アイネクライネナハトムジーク』（ギャガ、2019年）－プロデューサー
- 『ｍellow』（関西テレビ放送/ポニーキャニオン、2020年）－プロデューサー
- 『ｈｉｓ』（ファントムフィルム、2020年）－製作
- 『ヒノマルソウル 〜舞台裏の英雄たち〜』（東宝、2021年）－プロデューサー
- 『土を喰らう十二ヵ月』（日活、2022年）− 製作

### テレビドラマ
- 『荒川アンダー ザ ブリッジ』（毎日放送、2011年）－プロデューサー
- 『賭ケグルイ』（MBS、2018年）－プロデューサー
- 『トーキョーエイリアンブラザーズ』（日本テレビ、2018年）－プロデューサー
- 『賭ケグルイ season2』（MBS、2019年）－プロデューサー